# Mistrzostwa Świata U-18 w Piłce Ręcznej Kobiet 2020
Mistrzostwa Świata U-18 w Piłce Ręcznej Kobiet 2020 – ósme mistrzostwa świata U-18 w piłce ręcznej kobiet, oficjalny międzynarodowy turniej piłki ręcznej o randze mistrzostw świata organizowany przez IHF mający na celu wyłonienie najlepszej żeńskiej reprezentacji narodowej złożonej z zawodniczek do lat osiemnastu. Początkowo zawody miały zostać rozegrane w Chinach, jednakże odebrano im organizację ze względu na pandemię COVID-19, przez co gospodarzem została Chorwacja. Nowy termin przypadł na dni między 18–30 sierpnia 2020, lecz później z powodu pandemii ten termin został po raz kolejny przesunięty, tym razem na 29 września–11 października 2020. 17 lipca 2020 roku podjęto decyzję o przeniesieniu zawodów w bliżej nieokreślony termin. Tytułu zdobytego w 2018 roku miały bronić Rosjanki. Do turnieju, prócz gospodyń zawodów, miały znaleźć się zespoły z kontynentalnych kwalifikacji. 22 lutego 2021 podczas kongresu IHF podjęto decyzję o odwołaniu imprezy.